# Zentralstelle der Länder für Sicherheitstechnik
Die Zentralstelle der Länder für Sicherheitstechnik (ZLS) ist eine gemeinsame Behörde der 16 deutschen Bundesländer im Bereich der Produktsicherheit nach dem Produktsicherheitsgesetz mit Sitz in München.

## Benannte Stellen nach dem ProdSG bzw. dem europäischen Gemeinschaftsrecht
Benannte Stellen werden von der ZLS als Befugnis erteilende Behörde im Notifizierungsverfahren nach § 15 ProdSG nach einem entsprechenden Antrag notifiziert. Sie dürfen mit dieser Notifizierung in Konformitätsbewertungsverfahren für harmonisierte Produkte nach ProdSG im Rahmen des europäischen Binnenmarktes (CE-Kennzeichnung) tätig werden. Die benannten Stellen werden von der ZLS auch im Rahmen des ProdSG überwacht.

## GS-Stellen nach dem ProdSG
Konformitätsbewertungsstellen, die ein GS-Zeichen vergeben dürfen, werden von der ZLS im Antragsverfahren nach § 23 ProdSG überprüft und die Befugnis wird nach positiver Prüfung erteilt. Die Stellen werden von der ZLS auch überwacht.

## Zugelassene Überwachungsstellen ZÜS/Prüfstellen von Unternehmen PvU
Zugelassene Überwachungsstellen (ZÜS), die Prüftätigkeiten an überwachungsbedürftigen Anlagen durchführen wollen, werden von der ZLS als Befugnis erteilende Behörde im Verfahren nach § 37 ProdSG anerkannt und entweder von den Bundesländern selbst oder der ZLS benannt. Die ZÜS'sen werden durch die ZLS auch überwacht.

## Koordination der deutschen Marktüberwachung
Seit dem 1. Januar 2013 hat die ZLS auch koordinierende Aufgaben der Marktüberwachungsbehörden der Bundesländer nach ProdSG und nach Verordnung (EG) Nr. 765/2008. Sie ist dabei insbesondere:
- Ansprechpartner bei Bewertungsdifferenzen im Bereich Marktüberwachung, bei Kompetenzübertragung durch Auftrag der Marktüberwachung, und bei Amtshilfegesuchen aus den Mitgliedstaaten,
- Stelle, die für die Arbeit der Richtlinienvertretungen sorgt, bei Erfahrungsaustausch im europäischen Verbund mitwirkt und Fortbildungsprogramme ausarbeitet,
- Ansprechpartner für die Zollbehörden, Produktinformationsstellen, für eine Risikobeurteilung bei Produktproblemen, für ausländische Maßnahmen gegen heimische Hersteller sowie im Zusammenhang mit dem europäischen Informationssystem ICSMS.

## Rechtsgrundlage
Abkommen über die Zentralstelle der Länder für Sicherheitstechnik